# Давка на стадионе «Караискакис»
Давка на стадионе «Караиска́кис» в пригороде Афин (Греция) произошла 8 февраля 1981 года после матча между футбольными клубами «Олимпиакос» и АЕК. Самая крупная трагедия в истории греческого футбола.

## События
До сих пор неизвестны причины трагедии. Согласно официальному заключению полиции, главной причиной стали частично закрытые ворота. При выходе кто-то из болельщиков споткнулся на последних ступенях лестницы. Началась цепная реакция падений. Сзади напирали ничего не подозревавшие люди, упавшие не могли встать. В результате 19 человек скончались на месте, ещё двое — в больнице. 55 человек получили травмы различной степени тяжести. Большинство пострадавших — подростки и молодые люди.
Трагедия произошла у выхода № 7 (греч. Θύρα 7), где в основном находились болельщики ФК «Олимпиакос». Погиб также и друг одного из них, болельщик АЕК.

## Память
Каждый год в память жертв трагедии проводится поминальная служба. Её посещают тысячи фанатов, скандирующих: греч. "Αδέρφια, ζείτε, εσείς μας οδηγείτε" (Адэрфья, зитэ, эсис мас одигитэ, «Братья, вы живы, вы нас ведёте»). На трибуне седьмого сектора сиденья чёрного цвета образуют цифру «7». Также на восточной стороне находится памятник с именами погибших. В память о событии назван крупнейший фан-клуб «Олимпиакоса».